# Міхаель Цеттерер
Міхаель Цеттерер (нім. Michael Zetterer, нар. 12 липня 1995, Мюнхен, Німеччина) — німецький футболіст, воротар клубу «Вердер».

## Ігрова кар'єра

### Клубна
Міхаель Цеттерер є вихованцем клубу «Унтергахінг». 1 березня 2014 року він дебютував на професійному рівні в першій команді. Починаючи з сезону 2014/15 Цеттерер став основним воротарем команди і був наймолодшим голкупером у Лізі 3. Своєю грою воротар зацікавив тренерів молодіжної збірної Німеччини та деяких клубів Бундесліги.
У січні 2015 року Цеттерер перейшов до бременського «Вердера», де став резервним воротарем, паралельно з цим граючи за другий склад «Вердера» в Регіональній лізі. Через важкі травми у 2015 та 2016 роках Цеттерер змушений був пропустити багато ігрового часу. В липні 2018 року він погодився на продовження контракту з «Вердером» до 2019 року.
У лютому 2019 року Цеттерер відправився до Австрії, де до кінця сезону грав на правах оренди в клубі «Аустрія» (Клагенфурт). Влітку воротар повернувся до «Вердера» і наступні два сезони провів в оренді у нідерландському «Зволле».
В січні 2021 року Цеттерер повернувся до «Вердера» і підписав з клубом новий контракт. 11 вересня 2022 року Цеттерер провів свою першу гру в Бундеслізі, коли вийшов на заміну у матчі проти «Аугсбурга».

### Збірна
З 2014 року Мізаель Цеттерер виступав за юнацьку збірну Німеччини (U-20). У 2016 році провів одну гру в молодіжній збірній Німеччини.